# Impera
Impera — пятый студийный альбом шведской рок-группы Ghost, вышедший 11 марта 2022 года на лейбле Loma Vista Recordings.

## Предыстория
В интервью радиостанции KLAQ фронтмен Тобиас Форге заявил, что он придумал концепцию Impera в 2013 году после прочтения книги Тимоти Парсонса «Правило империй: те, кто их построил, те, кто их пережил, и почему они всегда рушатся». В июне 2019 года Форге заявил, что в сентябре и октябре группа отправится в тур по США в поддержку своего четвёртого альбома Prequelle, прежде чем вернуться в Европу. Затем в январе 2020 года группа вошла в студию, чтобы начать работу над своим пятым альбомом, и планировала выпустить его к концу лета того же года. Однако Форге заявил, что они подождут окончания президентских выборов в США, так как они могут затмить собой выход альбома.
В марте 2020 года, во время своего последнего шоу в поддержку их альбома Prequelle 2018 года в Мехико, Ghost представили нового персонажа Papa Emeritus IV. Ожидается, что он сыграет роль в их пятом альбоме и сопровождающем его туре.
Пандемия COVID-19 задержала выпуск альбома, и в октябре 2020 года Форге сообщил, что альбом выйдет зимой того же года. 30 сентября 2021 года группа выпустила сингл «Hunter’s Moon», который вошёл в саундтрек к слэшеру 2021 года «Хэллоуин убивает». 20 января 2022 года группа выпустила очередной сингл с грядущего альбома «Call Me Little Sunshine». В то же время группа объявила название своего пятого студийного альбома Impera и сообщила, что его выход должен состояться 11 марта 2022 года.

## Список композиций
| №                   | Название                           | Автор(ы)                                | Длительность |
| ------------------- | ---------------------------------- | --------------------------------------- | ------------ |
| 1.                  | «Imperium»                         | Тобиас Форге                            | 1:40         |
| 2.                  | «Kaisarion»                        | Форге, Йоаким Берг                      | 5:02         |
| 3.                  | «Spillways»                        | Форге, Салем Аль Факир, Винсент Понтаре | 3:16         |
| 4.                  | «Call Me Little Sunshine»          | Форге, Макс Гран                        | 4:44         |
| 5.                  | «Hunter's Moon»                    | Форге, Гран                             | 3:16         |
| 6.                  | «Watcher in the Sky»               | Форге, Аль Факир, Понтаре               | 4:58         |
| 7.                  | «Dominion»                         | Форге, Аль Факир, Понтаре               | 1:22         |
| 8.                  | «Twenties»                         | Форге, Аль Факир, Понтаре               | 3:46         |
| 9.                  | «Darkness at the Heart of My Love» | Форге, Аль Факир, Понтаре               | 4:58         |
| 10.                 | «Griftwood»                        | Форге, Питер Свенссон, Клас Олунд       | 5:16         |
| 11.                 | «Bite of Passage»                  | Форге                                   | 0:31         |
| 12.                 | «Respite on the Spitalfields»      | Форге, Берг                             | 6:42         |
| Общая длительность: | Общая длительность:                | Общая длительность:                     | 45:31        |

## Участники записи
Ghost
- Papa Emeritus IV
- A Group of Nameless Ghouls

Приглашённые музыканты
- Фредрик Окессон — гитары
- Хакс Неттермальм — ударные
- Мартин Хедерос — фортепиано, орган

Производственный персонал
- Клас Олунд — продюсирование
- Энди Уоллес — сведение
- Збигнев Беляк — обложка